# No More Hell to Pay
No More Hell to Pay è il decimo album in studio del gruppo musicale christian metal/hard rock statunitense Stryper, pubblicato nel 2013.

## Tracce
1. Revelation – 4:31
2. No More Hell to Pay – 5:07
3. Saved by Love – 3:08
4. Jesus Is Just Alright – 5:10
5. The One – 4:11
6. Legacy – 4:15
7. Marching Into Battle – 4:45
8. Te Amo – 4:17
9. Sticks & Stones – 4:21
10. Water Into Wine – 3:42
11. Sympathy – 4:13
12. Renewed – 4:21

## Formazione
- Michael Sweet - voce, chitarra
- Robert Sweet - batteria, percussioni
- Oz Fox - chitarra, voce
- Tim Gaines - basso, voce